# Oxymacaria ceylonica
Oxymacaria ceylonica là một loài bướm đêm trong họ Geometridae.